# Увисла
Уви́сла — село в Україні, у Хоростківській міській громаді Чортківського району Тернопільської області. Населення становить 1278 осіб (2014).

## Географія
Увисла розташована на річці Тайна, на півночі району. Неподалік від села розташований заказник місцевого значення «За Броварем».

### Клімат
Увисла знаходяться в межах вологого континентального клімату із теплим літом. Але діяльність людини досить часто призводить до екоциду, поганих змін та глобального потепління. Рівень наповнення річок водою по області становить лише 20 % від необхідного стандарту, значна частина земної поверхні стає посушливою. Для покращення ситуації варто було б проводити ревайлдинг, відновлювати екосистеми та лісові насадження.

## Історія
Поблизу села виявлено археологічні пам'ятки культури кулястих амфор, голіградської, черняхівської і давньоруської культур.
Перша писемна згадка про село «Увисле» (Vwisle) — 5 травня 1438 року. Згодом назва села була частково сполонізована (польською мовою wieś — жіночого роду) і стала «Увисла».
У 1889—1892 pp. проводив археологічні розкопки Готфрид Оссовський.
Діяли товариства «Просвіта», «Сокіл», «Луг», «Рідна школа» та інші.
З 1991 року в складі незалежної України.
В жовтні 2010 року створено навчально-практичний центр первинної медико-санітарної допомоги. Його відкриття і діяльність відбувається в рамках проекту «Місцевий розвиток, орієнтований на громаду».
До 2015 року — центр Увислівської сільської ради.
12 червня 2020 року, відповідно до розпорядження Кабінету Міністрів України № 724-р «Про визначення адміністративних центрів та затвердження територій територіальних громад Тернопільської області» увійшло до складу Хоростківської міської громади.
19 липня 2020 року, в результаті адміністративно-територіальної реформи та ліквідації Гусятинського району, село увійшло до складу новоутвореного Чортківського району.

## Політика

### Парламентські вибори, 2019
На позачергових парламентських виборах 2019 року у селі функціонувала окрема виборча дільниця № 610259, розташована у приміщенні школи.
Результати
- зареєстровано 994 виборці, явка 57,95%, найбільше голосів віддано за «Слугу народу» — 55,87%, за Всеукраїнське об'єднання «Батьківщина» — 15,24%, за Радикальну партію Олега Ляшка — 6,65%.[6] В одномандатному окрузі найбільше голосів отримав Ігор Сопель (Слуга народу) — 75,04%, за Миколу Люшняка (самовисування) — 15,47%, за Володимира Бліхаря (Всеукраїнське об'єднання «Батьківщина») — 2,81%[7].

## Пам'ятки
Є церква Введення в храм Пречистої Діви Марії (1896, мурована), каплички Івана Хрестителя (1994, з «фігурою») і Матері Божої (2000).
Споруджено братську могилу на місці поховання (1944) вояків УПА, пам'ятники воїнам-односельцям, полеглим у німецько-радянській війні (1967), Т. Шевченку (2000), встановлено пам'ятний хрест на честь скасування панщини (відновл. 1990); насипано символічну могилу УСС (1990).
Могильник ґрунтовий Увисла I (давньоруський час (X—XIII ст.)).

## Соціальна сфера
Працюють ЗОШ 1-2 ступ., дитячий садок, Амбулаторія (відкрита у 2010 році) кімната-музей історії села, клуб, бібліотека, ФАП, відділення зв'язку, 4 торгові заклади.

## Транспорт
Біля села розташована залізнична станція Хоростків (відстань автошляхами — 7 км, фізична — 4 км).
Курсують маршрутні ТЗ: Увисла — Тернопіль — Увисла; Увисла — Гусятин — Увисла.

## Відомі люди

### Народилися
- Іван Борисикевич (1815 — 30 січня 1892) — український громадський та політичний діяч Галичини, правник.
- Юристий Василь Володимирович (нар. 1 січня 1980) — український релігійний діяч, Єпископ Одеський і Балтський Української Православної Церкви (Православної Церкви України).
- Цимбалістий Михайло Васильович (1985—2019) — майор Збройних сил України, учасник російсько-української війни[8].
- Остафійчук Віталій Васильович (нар. 20 грудня 1978) — громадський діяч, нагороджений у 2019 році Грамотою Верховної Ради України за заслуги перед українським народом, заступник голови Асоціації футболу Тернопільщини, радник сенатора Польщі Марека Плюри, директор Сілезького навчального медичного центру (пол. Śląski Centrum Edukacji Medycznej), віце-президент громадської організації Польщі «Європейська родина».

### Мешкали, перебували
- Мирослава Антонович — діячка ОУН.

## Галерея

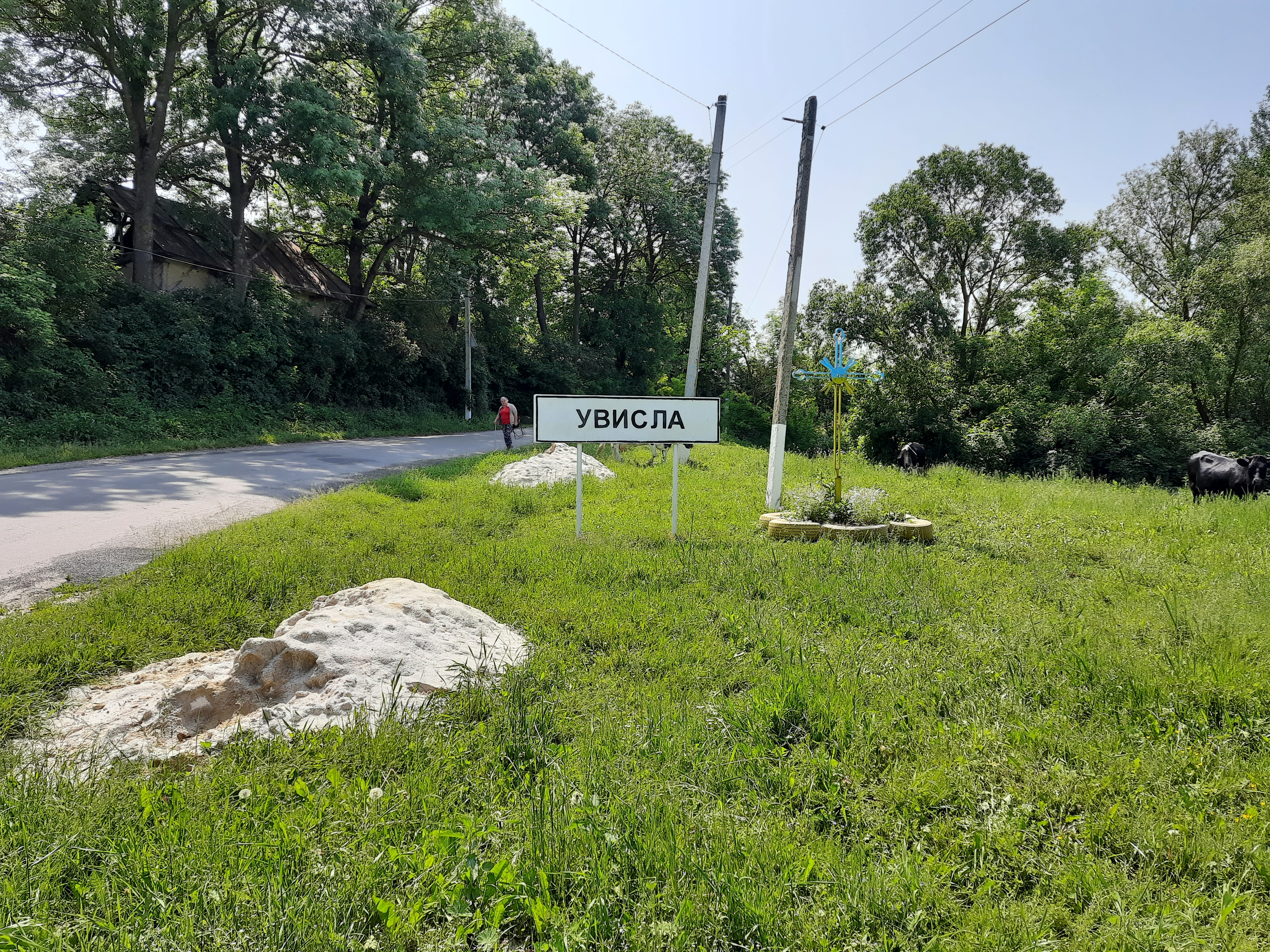
В'їзд у село
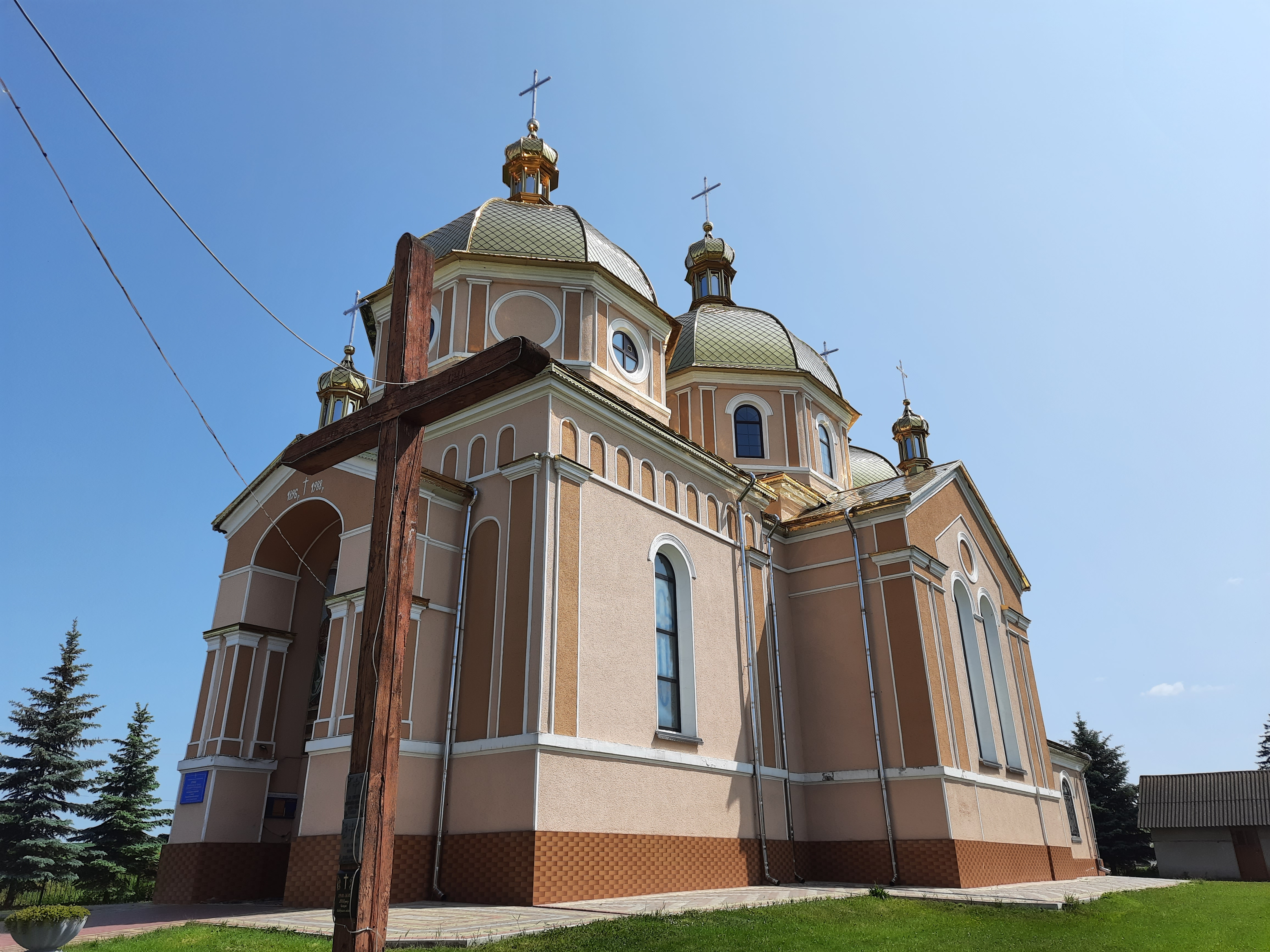
Церква Введення у храм Пречистої Діви Марії 1895р
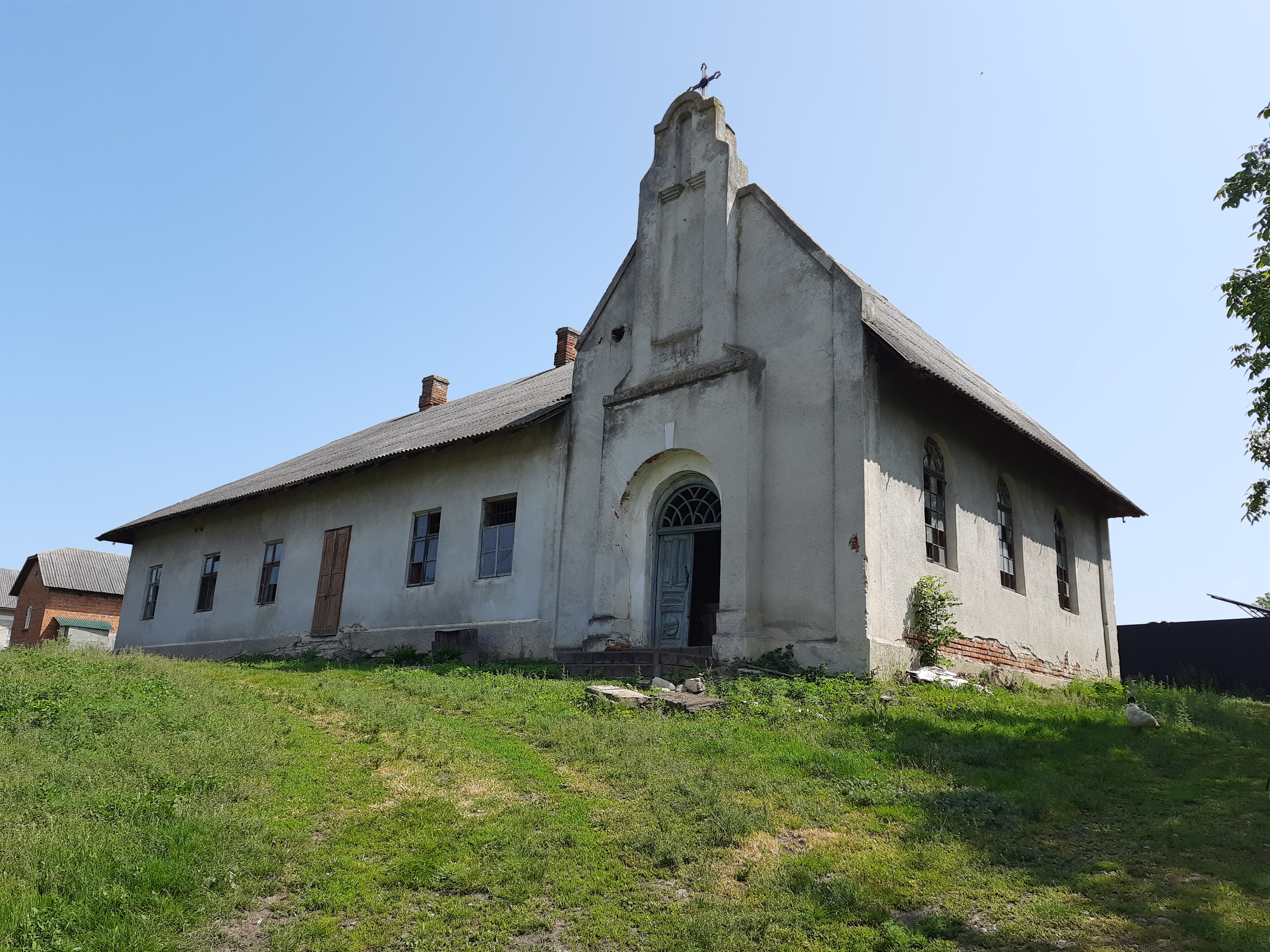
Колишній костел
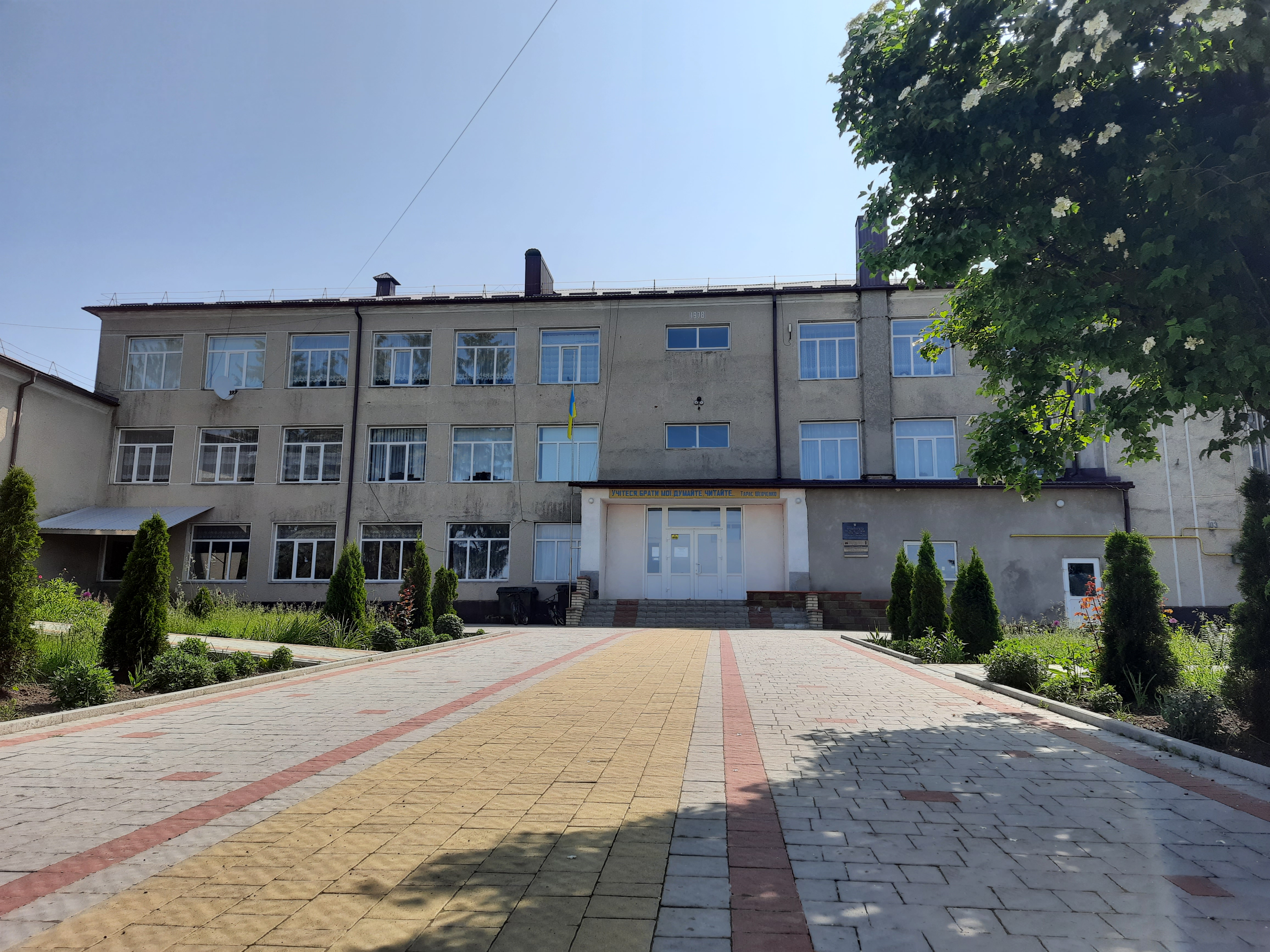
Школа
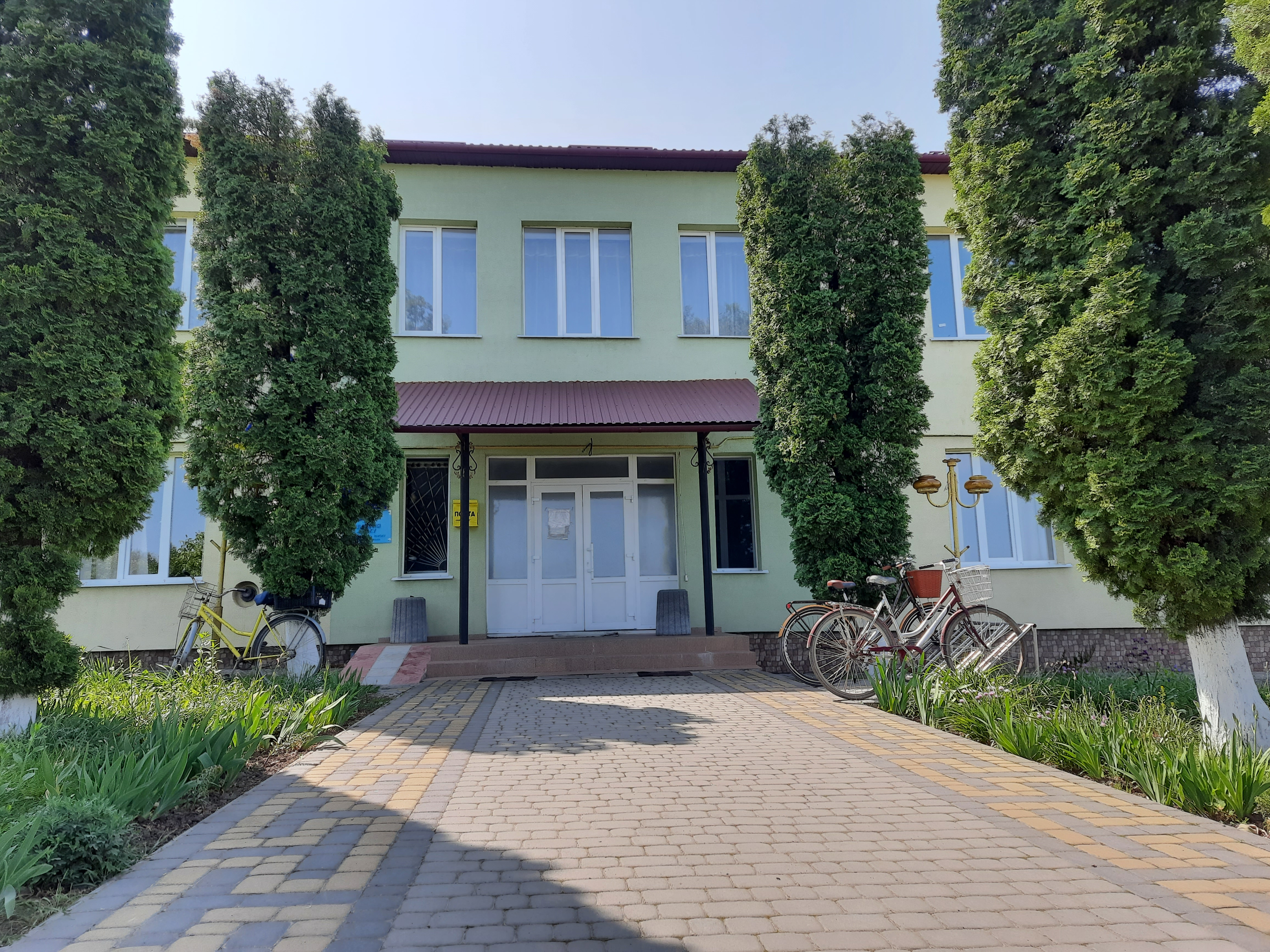
Старостат
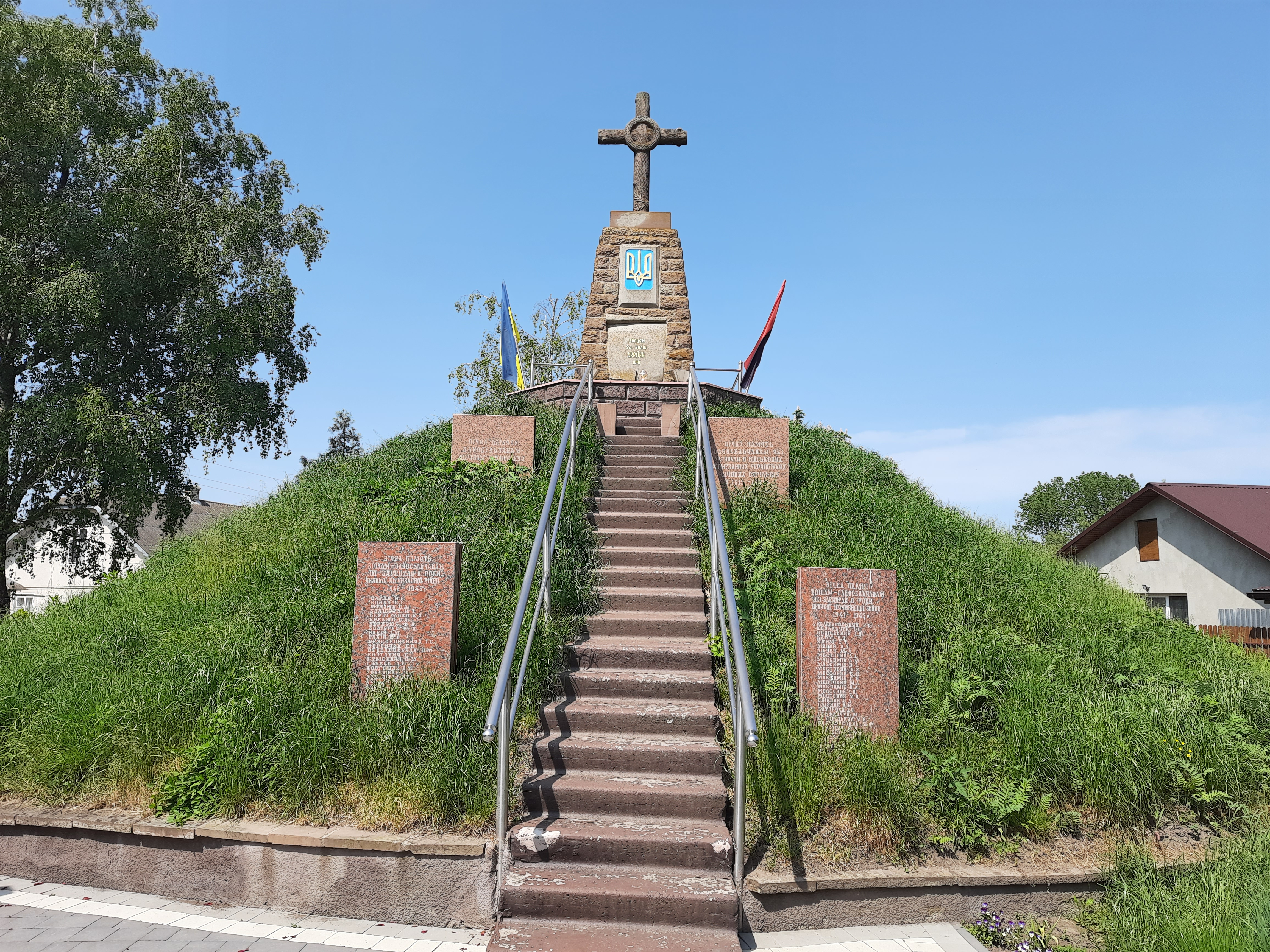
Символічна могила Борцям за волю України
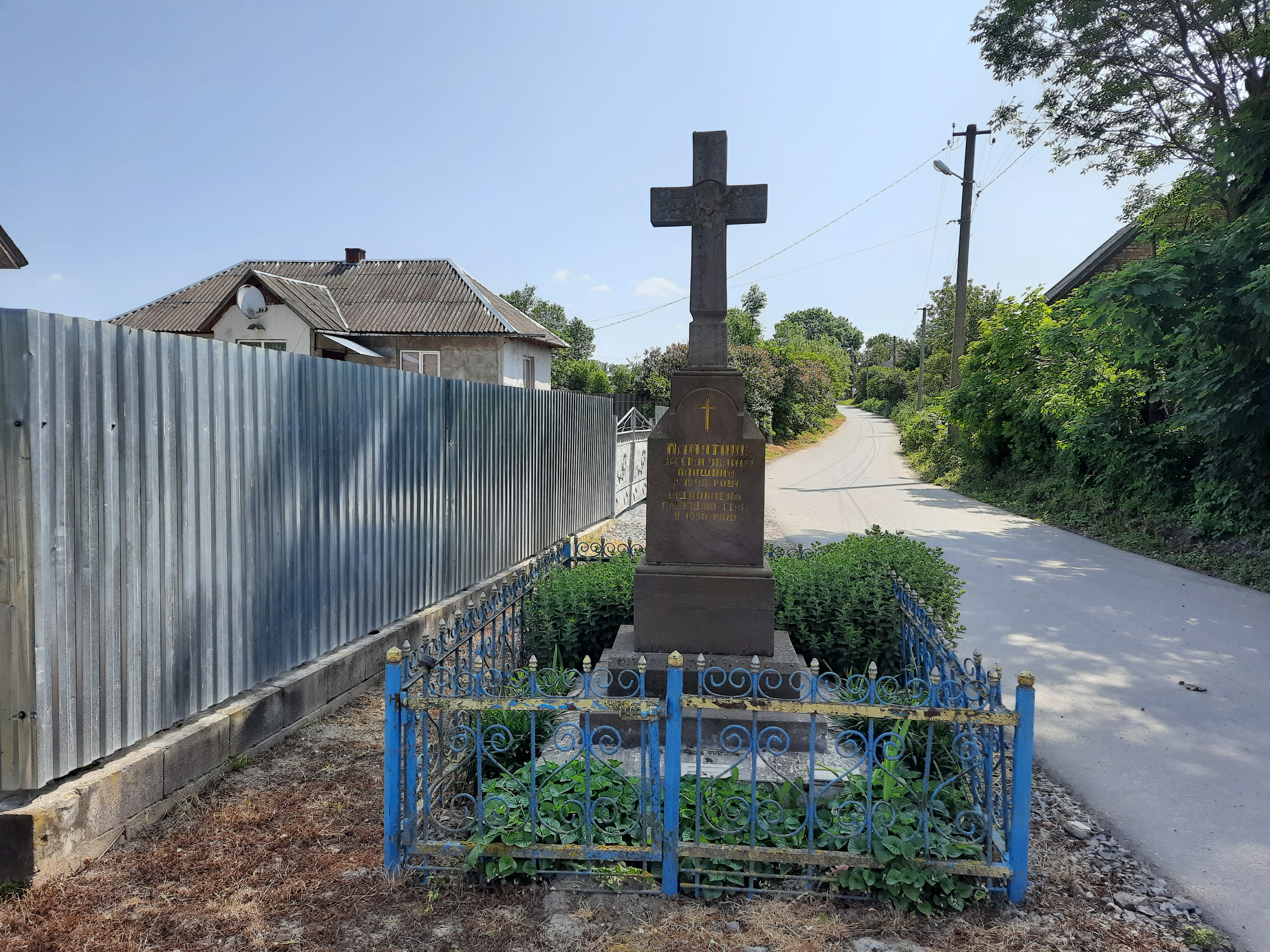
Пам'ятний знак з нагоди скасування панщини
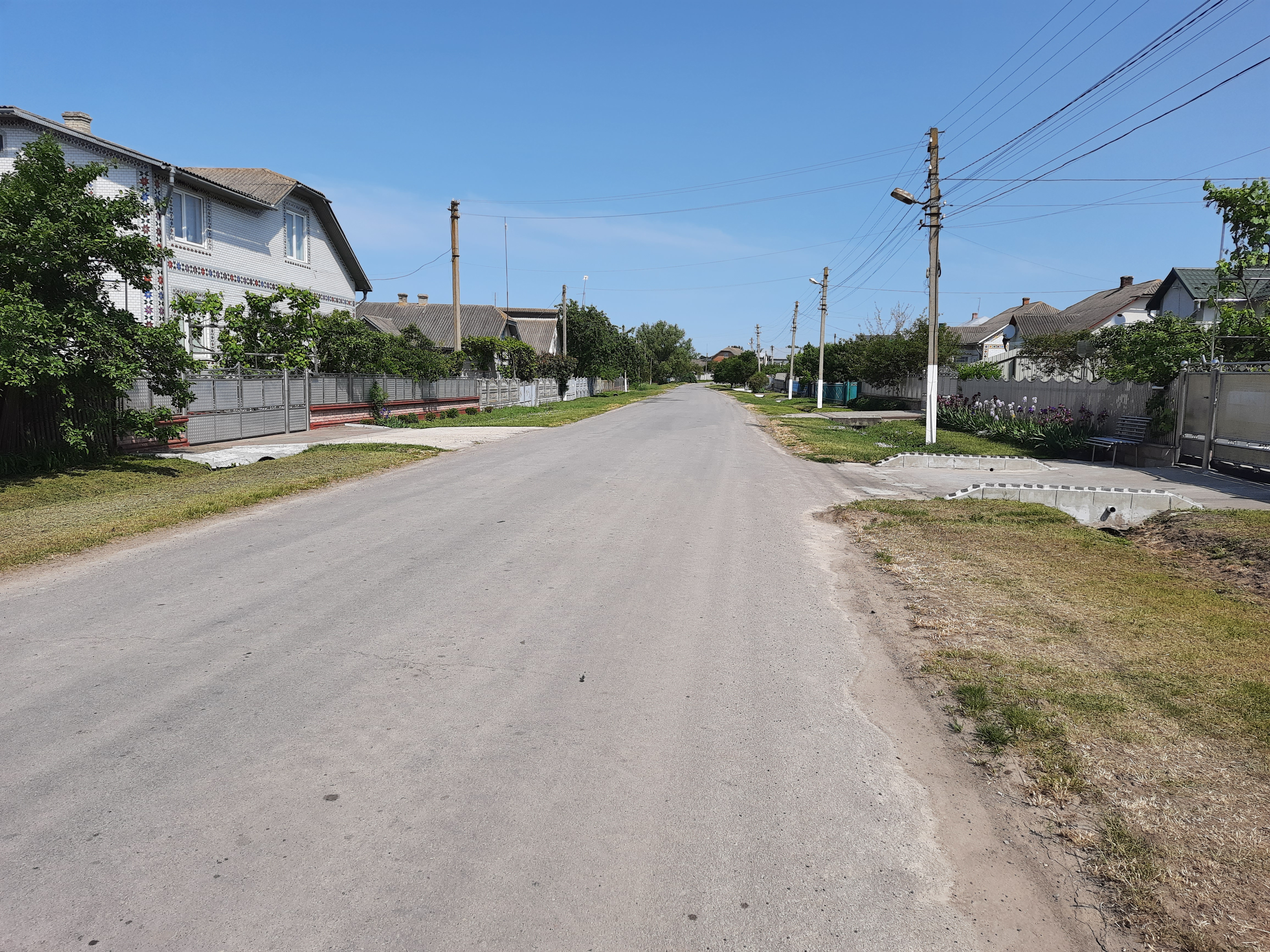
Сільська вулиця
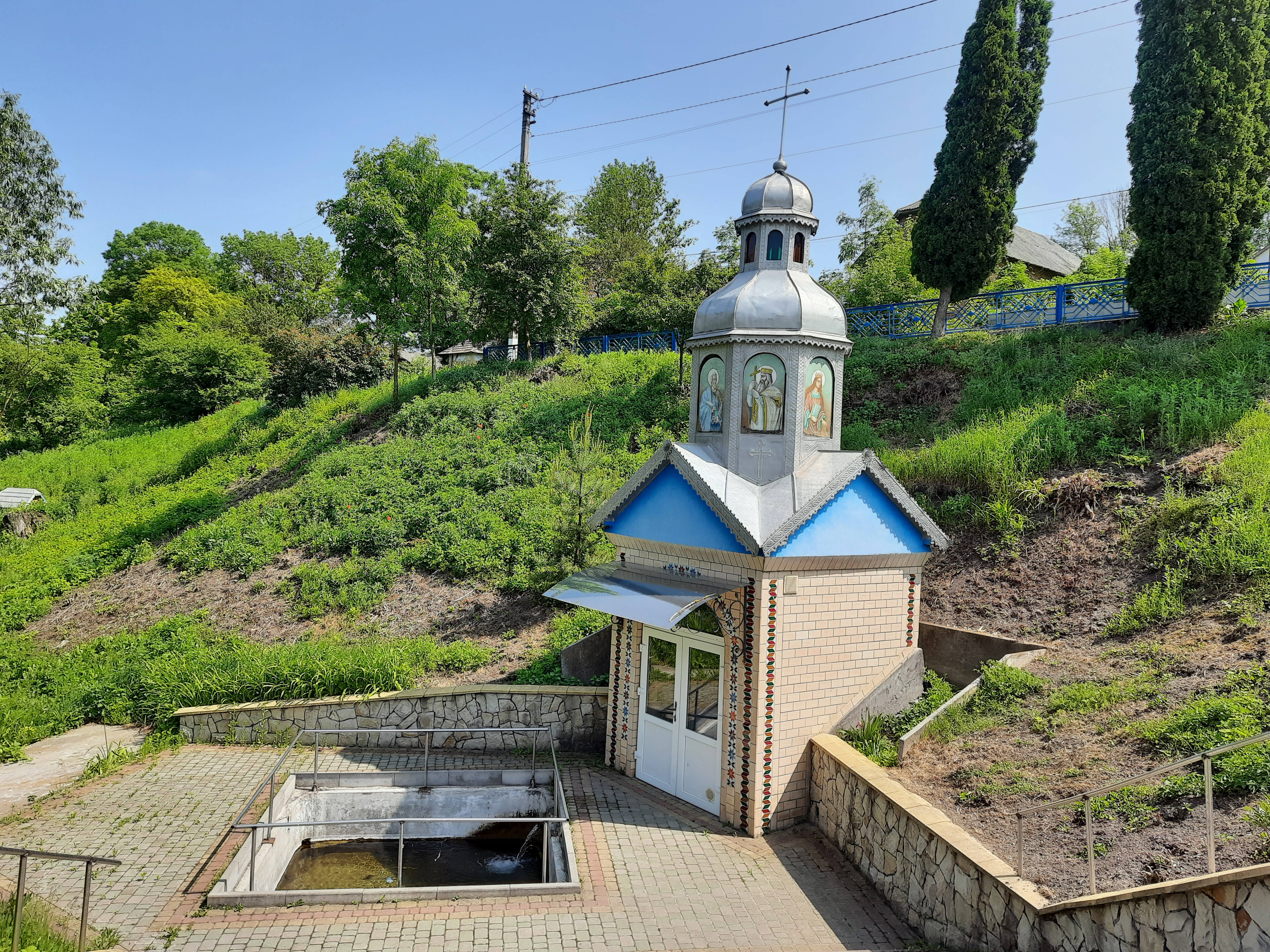
Капличка біля цілющого джерела
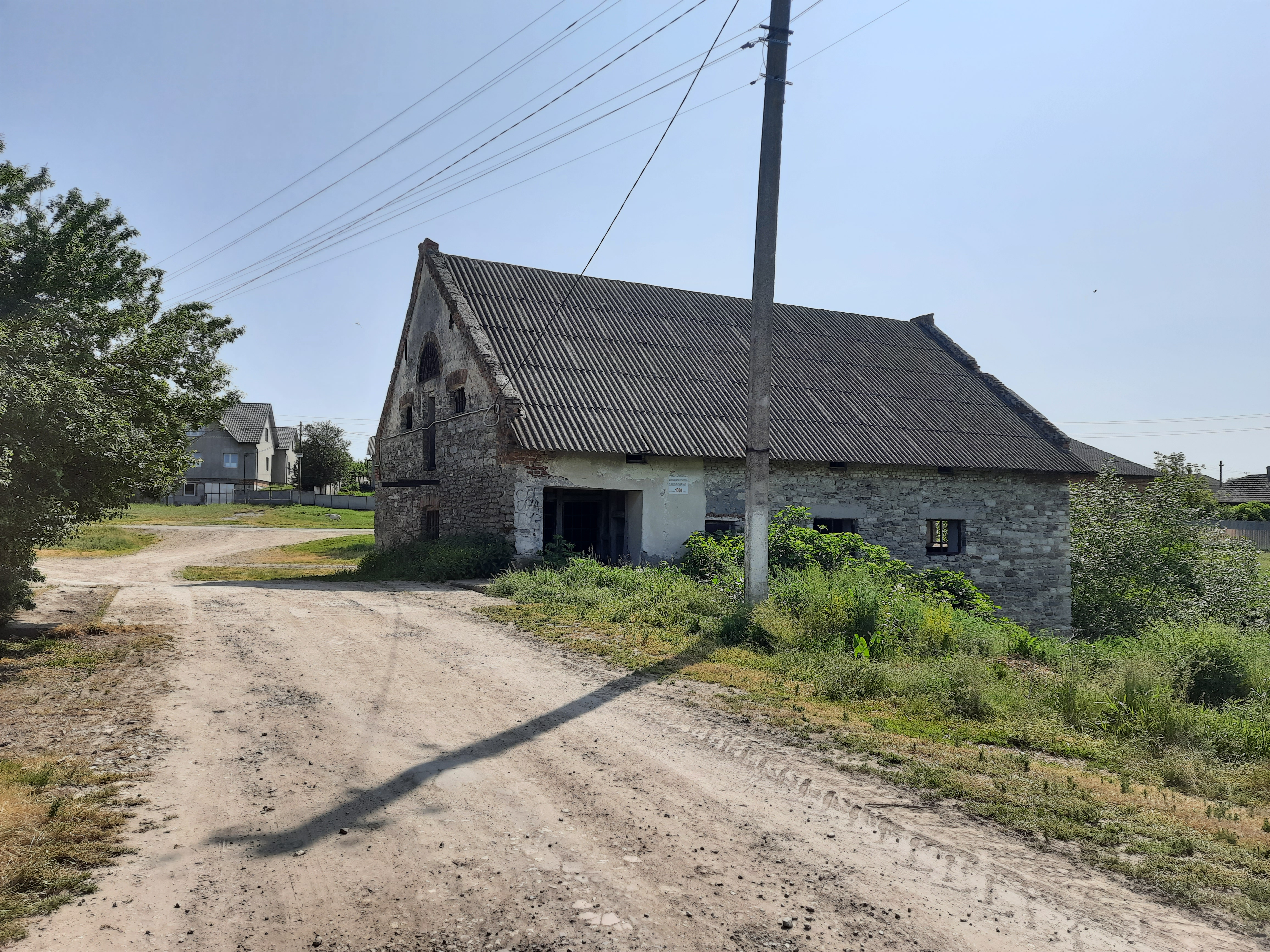
Старий водяний млин
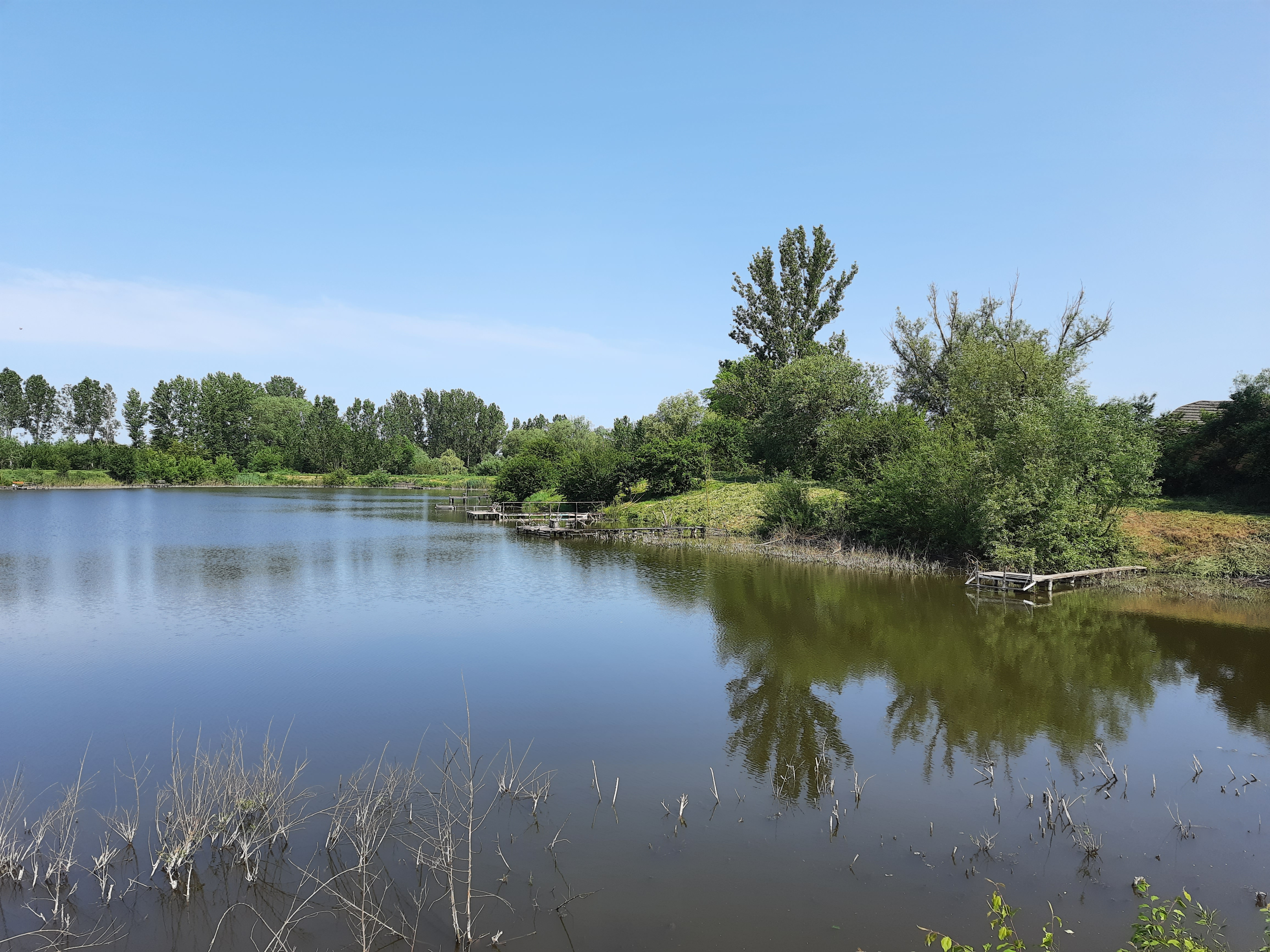
Сільський став
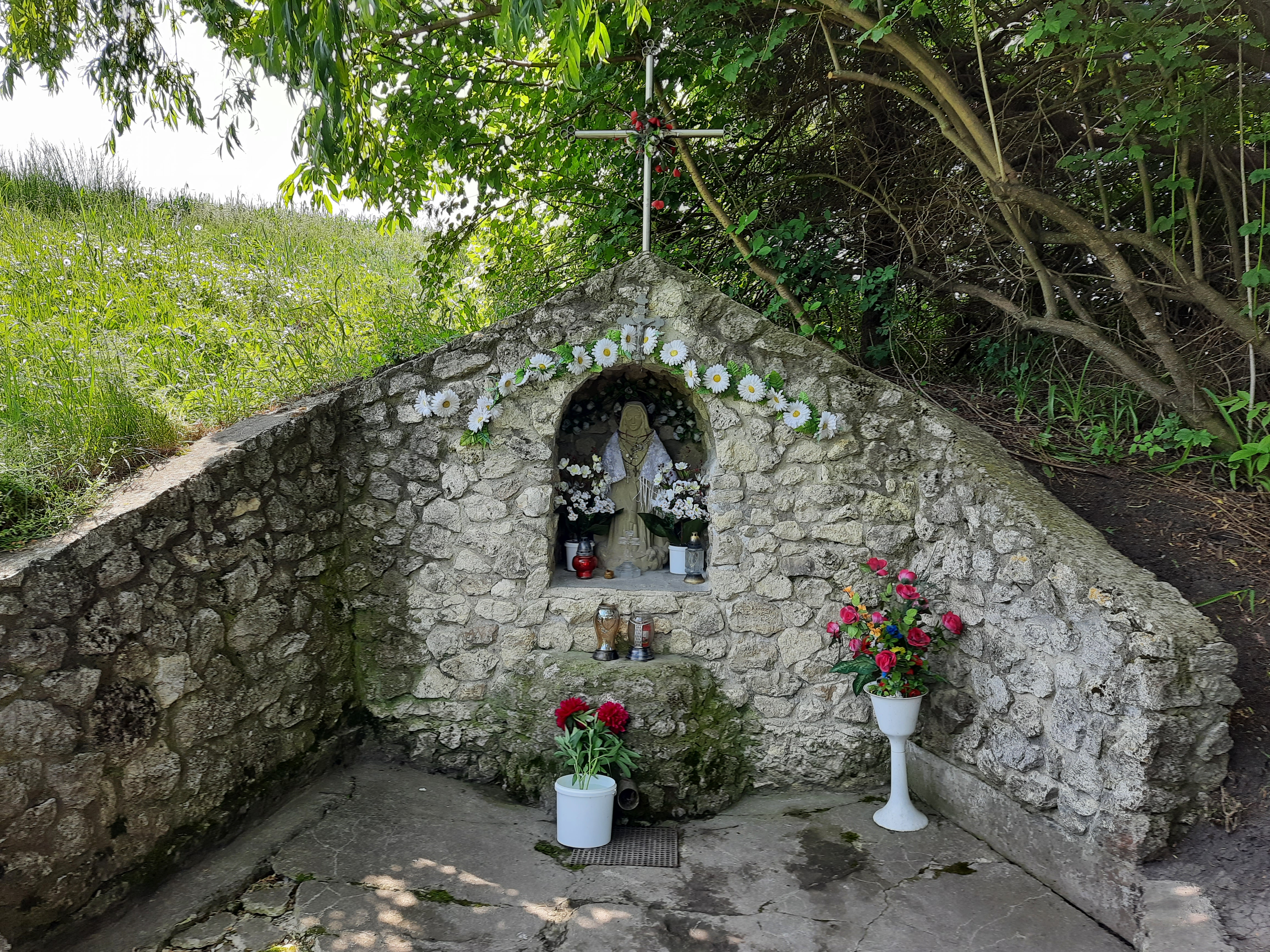
Цілюще джерело на околиці села